# MacDonald Mukansi
MacDonald Mukansi (Boksburg, 5 dicembre 1975) è un ex calciatore sudafricano, di ruolo attaccante.